# Утакмице фудбалске репрезентације Мађарске 1928.
| Домаћин · 1928 | Гост · 1928 |

Фудбалска репрезентација Мађарске је током 1928. године одиграла шест утакмица, од којих је извојевала три победе, једна утакмица се завршила ремијем и доживела је два пораза. Четири сусрета су била мечеви за Централноевропски куп, њихов биланс је био 2 победе и 2 пораза.
Савезни селектори националног тима су били:
- Ђула Киш (129–132.)
- Тивадар Киш (133.)
- Јанош Фелдеши (134.)[note 1]

## Утакмице
| Италија                                      | 4 : 3 (0 : 2) | Мађарска                           |
| -------------------------------------------- | ------------- | ---------------------------------- |
| Л. Конти 48’ 75’ · Росети 58’ · Либонати 85’ | Извештај      | Кохут 13’ · Хирцер 44’ · Такач 76’ |

| Мађарска              | 2 : 1 (2 : 1) | Југославија           |
| --------------------- | ------------- | --------------------- |
| Јанош Штофиан 32’ 34’ | Извештај      | Благоје Марјановић 4’ |

| Мађарска                     | 2 : 0 (1 : 0) | Чехословачка |
| ---------------------------- | ------------- | ------------ |
| Хирцер 18’ (пен) · Кохут 76’ | Извештај      |              |

| Мађарска                                               | 5 : 5 (4 : 2) | Аустрија                                            |
| ------------------------------------------------------ | ------------- | --------------------------------------------------- |
| Кохут 2’ 27’ 43’ · Хирцер 16’ (пен) · Алберт Штрек 51’ | Извештај      | Весели 24’ · Веселик 37’ 52’ 90’ (пен) · Кирбес 83’ |

| Аустрија                                                   | 5 : 1 (2 : 1) | Мађарска   |
| ---------------------------------------------------------- | ------------- | ---------- |
| Зигл 11’ (пен) 27’ · Веселик 55’ · Весели 63’ · Гшвидл 73’ | Извештај      | Хирцер 37’ |

| Мађарска                                        | 3 : 1 (1 : 0) | Швајцарска   |
| ----------------------------------------------- | ------------- | ------------ |
| Јожеф Тураи 36’ · Хирцер 49’ · Алберт Штрек 53’ | Извештај      | Вајле II 80’ |

Састав репрезентације Мађарске на 129. утакмици
Игнац Амшел, Ласло Штернберг, Имре Шанкеи, Ференц Боршањи, Мартон Букови, Антал Пруха, Алберт Штрек, Јожеф Такач, Калман Конрад, Ференц Хирцер, Вилмош Кохут
- Селектор: Ђула Киш[4]

Састав репрезентације Мађарске на 130. утакмици
Михаљ Бенеда (Бенедек), Геза Такач I, Јанош Хунглер II, Лајош Луц II, Изидор Ражо, Ђерђ Скварек, Јанош Штофиан, Бела Бихами, Габор П. Сабо
- Селектор: Ђула Киш[5]

Састав репрезентације Мађарске на 131. утакмици
Ференц Вајнхардт, Ласло Штернберг, Јожеф Фогл III, Ласло Пешовник, Мартон Букови, Габор Обиц, Алберт Штрек, Јожеф Такач, Ференц Хирцер, Вилмош Кохут
- Селектор: Ђула Киш[6]

Састав репрезентације Мађарске на 132. утакмици
Игнац Амшел, Ласло Штернберг, Јожеф Фогл III, Ласло Пешовник, Мартон Букови  17’, Габор Обиц, Алберт Штрек, Јожеф Такач, Калман Конрад, Ференц Хирцер, Вилмош Кохут
- Замена: Ференц Седлачек  32’
- Селектор: Ђула Киш[7]

Састав репрезентације Мађарске на 133. утакмици
Јожеф Ујвари  60’, Карољ Фогл II, Јожеф Фогл III, Лајош Вебер, Мартон Букови, Јене Калмар, Алберт Штрек, Јожеф Такач, Јожеф Тураи, Ференц Хирцер, Вилмош Кохут
- Замена: Јанош Бири  60’
- Селектор: Тивадар Киш[8]

Састав репрезентације Мађарске на 134. утакмици
Јожеф Денеш, Јанош Нађ, Јожеф Фогл III, Карољ Фурман, Мартон Букови, Елемер Беркеши, Алберт Штрек, Јожеф Тураи, Ференц Хирцер, Вилмош Кохут
- Селектор: Јанош Фелдеши[9]

## Играчи репрезентације
| - Јожеф Такач - Ференц Хирцер - Алберт Штрек - Јожеф Тураи - Мартон Букови - Калман Конрад - Јанош Хунглер - Карољ Фурман - Габор Обиц - Мартон Букови - Јене Калмар - Елемер Беркеши |

## Извори и спољашње везе
- Dénes Tamás-Rochy Zoltán. A 700. után. Rochy és Társa. ISBN 963-04-7169-8.
- Rejtő, László; Lukács, László ; Szepesi, György (1977). Felejthetetlen 90 percek: A magyar labdarúgó-válogatott 477 mérkőzése [Незаборавних 90 минута]. Budapest: Sportkiadó. ISBN 963-253-501-4.
- Nagy Béla. Futballkrónika 1901–1959. Sportpropaganda. ISBN 963-754-241-8.
- Све утакмице репрезентације Мађарске
- Репрезентација Мађарске на фудбалској бази података